# مسابقات فوتبال زنان زیر ۱۹ سال آسیا
مسابقات فوتبال زنان زیر ۱۹ سال آسیا (به انگلیسی: AFC U-19 Women's Championship) یکی از تورنمنت‌هایی است که تحت نظر کنفدراسیون فوتبال آسیا برگزار می‌شود. این رقابتها بین تیم‌های ملی زیر ۱۹ سال زنان است. این مسابقات در سال ۲۰۰۲ تأسیس شد و زمان برگزاری آن سال‌های زوج می‌باشد. این مسابقات به عنوان مرحله انتخابی جام جهانی زیر ۲۰ سال نیز عمل می‌کند. تیم ملی ایران یک بار در سال ۲۰۱۵ در این مسابقات حضور داشته‌است.